# از خشم و هیاهو
از خشم و هیاهو (فرانسوی: De bruit et de fureur‎) یک فیلم درام فرانسوی به کارگردانی ژان-کلود بریسو است که در سال ۱۹۸۸ میلادی منتشر شد. از بازیگران این فیلم می‌توان به برونو کرمر، ماریا-لوئیسا گارسیا و فرانسواز واتل اشاره کرد.